# Fallières-Küste
Koordinaten: 68° 30′ S, 67° 0′ W
Die Fallières-Küste ist der an der Marguerite-Bucht liegende Teil der Westküste des Grahamlands auf der Antarktischen Halbinsel. Die Küste reicht vom Eingang des Bourgeois-Fjords bis zum Kap Jeremy am Beginn des George-VI-Sunds. Im Norden schließt sich die Loubet-Küste an und im Süden die Rymill-Küste.
Ihr nördlicher Teil wurde am 15. Januar 1909 von der französischen Antarktisexpedition 1908–1910 entdeckt und kartiert, deren Leiter Jean-Baptiste Charcot den Landstrich nach dem französischen Präsidenten Armand Fallières benannte. Im südlichen Sommer 1936/37 wurde die Küstenlinie vollständig von der British Grahamland Expedition unter Leitung von John Rymill vermessen.